# European Air Group

Franco-British European Air Group (FBEAG).
Bij de European Air Group (EAG) gekomen in 2000-2004.
Partner Landen.

De European Air Group (EAG) is een onafhankelijke defensieorganisatie, gevormd door de luchtmachten van 7 lidstaten (België, Frankrijk, Duitsland, Italië, Nederland, Spanje en het Verenigd Koninkrijk). De organisatie is gericht op het verbeteren van de samenwerking tussen de luchtmachten van de EAG en haar partnerlanden, met als resultaat het verbeteren van de capaciteiten van de respectievelijke luchtmachten. Het hoofdkwartier is het vliegveld RAF High Wycombe in Engeland. 

## Geschiedenis
De organisatie werd op 27 juni 1995 opgericht als het Franco-British European Air Group (FBEAG), een samenwerkingsverband tussen het Verenigd Koninkrijk en Frankrijk, nadat deze landen in de Golfoorlog (1990-1991) en Bosnische Oorlog nauw samen hadden gewerkt. In november 1997 werden België, Duitsland, Italië, Nederland en Spanje uitgenodigd deel uit te gaan maken van de organisatie als observant. Op 16 juni 1998 werd Italië volledig lid en op 12 juli 1999 volgden de overige lidstaten. De EAG heeft als doel "het verbeteren van de samenwerking tussen de verschillende luchtmachten om de operationele capaciteiten te verbeteren met het oog op de gedeelde belangen".
Naarmate de FBEAG evolueerde werd besloten om andere landen uit te nodigen om correspondent-leden te worden. Italië werd het eerste land dat het lidmaatschap aanvroeg. Op 1 januari 1998 werd de naam FBEAG gewijzigd in “The European Air Group” (EAG). In juni 1998 werd het nieuwe hoofdkwartier officieel geopend in RAF High Wycombe door de Britse minister van Defensie, George Robertson, die het jaar daarop secretaris-generaal van de NAVO werd.
De nieuwe EAG werd officieel bekrachtigd door de ministers van Frankrijk en het Verenigd Koninkrijk, Alain Richard en George Robertson, die op 6 juli 1998 gezamenlijk de “Intergouvernementele Overeenkomst” tekenden. Deze datum staat formeel gemarkeerd als het begin van de EAG.

## Leden
- Verenigd Koninkrijk (1995)[1]
- Frankrijk (1995)[1]
- Italië (2000)[8]
- Duitsland (2001)[8]
- Nederland (2001)[8]
- Spanje (2002)[8]
- België (2004)[8]

### Partnerlanden
- Noorwegen[9]
- Zweden[9]

### Geassocieerde landen
- Canada[9]
- Verenigde Staten[9]
- Polen[9]
- Australië[9]